# Ель Пальмар (Мурсія)
Ель Пальмар — село та найбільш густонаселений район у Мурсії, Іспанія. Входить до складу муніципалітету Мурсія.  У 2020 році на території проживало 24 266 осіб 
Щодо назви району існує дві гіпотези. Згідно з першою, назва пов'язана з наявністю пальм і європейських віялових пальм. Інша гіпотеза полягає в тому, що походження топоніма пов'язане з фразою El Palomar, яка зустрічається в історичних документах 16 століття.

## Географія
Ця територія розташована у передгір'ї гірського перевалу Пуерто-де-ла-Кадена. Відстань від Ель Пальмар до столиці муніципалітету (міста Мурсія) становить 5 км.

## Історія
Є свідчення про присутність римлян на цій території в римську іспанську еру . Доказом є археологічні залишки римського села, яке датується II століттям до нашої ери. 
У середні віки в 12 столітті був побудований замок під назвою Ла Асомада. 
У 1583 році тут вже існувало два окремих поселення: Торре-де-Верастегі, на схилах Сьєрра-дель-Пуерто, і Ель-Пальмар. У 17 столітті в Ель-Пальмар спостерігалося зростання населення, оскільки в 1615 році олдермен Мурсії і володар цього місця, також званий доном Хуаном Верастегі, продиктував заходи по залученню населення. У 1614 році Ель-Пальмар був заснований як парафія єпископом Франсіско Мартінесом де Сенісеро, який включив до своєї юрисдикції Альхусер, Сан-Хінес, Сангонера-ла-Верде і Сангонера-ла-Сека.
У 17 столітті відбулося зростання населення. Як наслідок, місцевість отримала статус вілли.
У 18 столітті, через відсутність нащадків роду Верастегі, Ель Лугар де Дон Хуан став належати до роду Лукас. Пізніше, в тому ж столітті, воно стало королівським містом зі звичайним мером, в межах округу Мурсія. Протягом 19 століття Ель-Пальмар мав власну міську раду протягом двох періодів, до 1854 року, коли він став районом муніципалітету Мурсія.

Після набуття чинності Конституції Іспанії 1812 року нинішній район отримав власний муніципалітет. Коли король Фердинанд VII повернув собі корону, незалежність була скасована. Район відновив власний муніципалітет під час Трієнського лібералу (1820–1823). Коли період закінчився, Ель-Пальмар знову став належати Мурсії. 

## Демографія

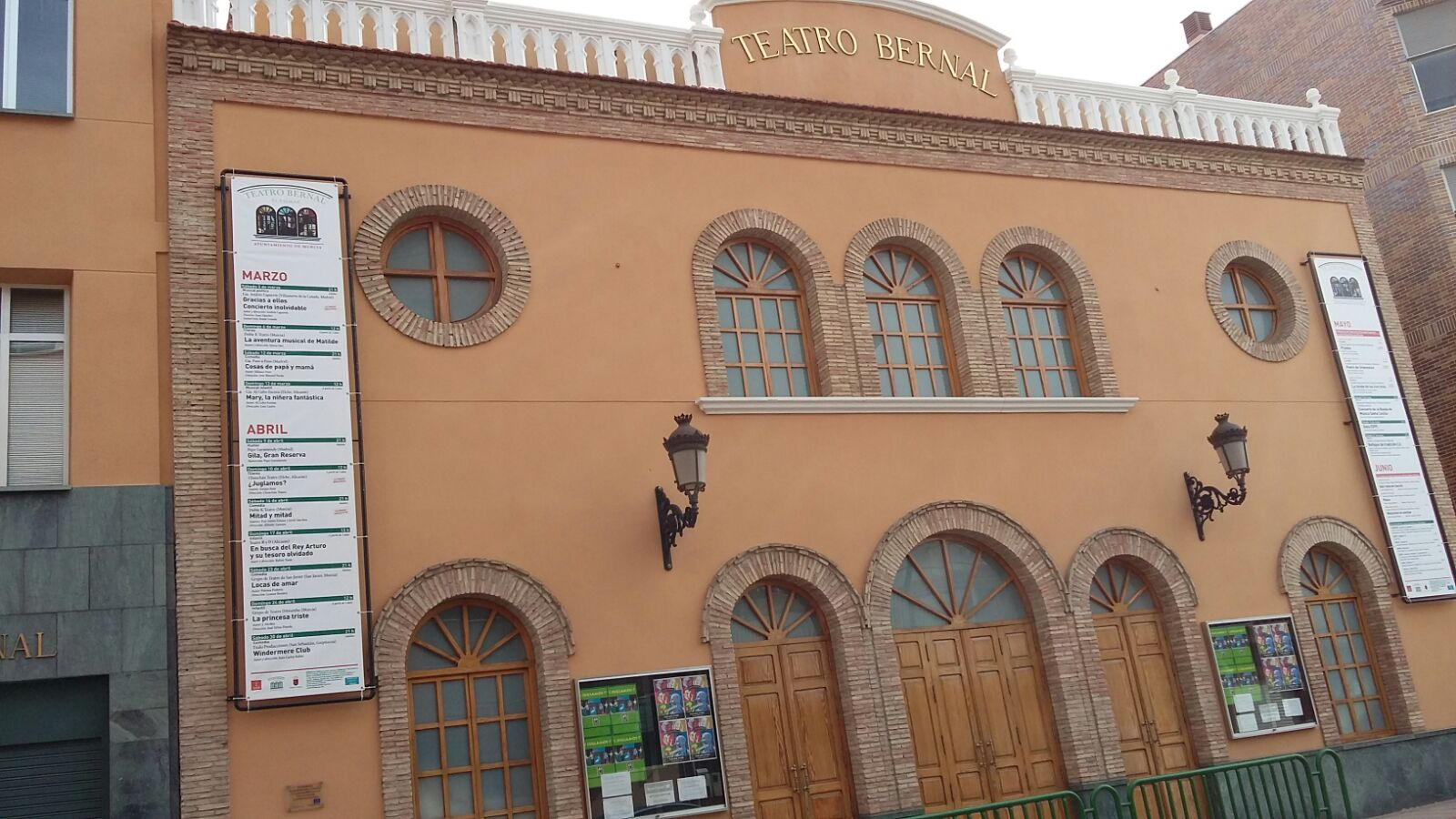
Бернальський театр

|           | 1996 рік | 2000 рік | 2005 рік | 2010 рік | 2015 рік |
| --------- | -------- | -------- | -------- | -------- | -------- |
| Населення | 15842    | 16184    | 19399    | 23025    | 22897    |

## Основні пам'ятки
- Замок Ла-Асомада: складається з руїн колишнього замку. Ймовірно, він був побудований у 12 столітті.[8]
- Модерністська будівля Los Bernal: збудована на початку 20 століття. [7]
- Бернальський театр: був побудований у 1910 році та реставрований у 2003 році. [9]

## Знатні люди
- Карлос Алькарас (нар. 2003) – професійний тенісист